# Операція Бенталла
Операція Бенталла (англ. Bentall procedure) — кардіохірургічна операція з використанням композитного трансплантату із заміни аортального клапана, кореня аорти та висхідної аорти з реімплантацією вінцевих артерій у трансплантат. Ця операція використовується для лікування патологій аортального клапана та висхідної аорти, а також хвороб, пов'язаних із синдромом Марфана. Операція Бенталла була вперша описана 1968 року Г'ю Бенталлом і Ентоні де Боном.

## Варіянти
Операція Бенталла передбачає заміну аортального клапана, кореня аорти та висхідної аорти, але можуть бути використані й інші операції, коли всі три складові не беруть участі.
- Нормальний корінь аорти: реімплантація вінцевих артерій призведе до ускладнень, і вартує уникати заміни кореня аорти, коли це можливо. Аортальний клапан і висхідна аорта можуть бути замінені в окремих етапах без заміни кореня аорти.
- Нормальний аортальний клапан з кільцевим розширенням і висхідною аневризмою (частіше трапляються при синдромі Марфана): штучні клапани серця можуть зношуватись або потребують антикоагулянтів, і «щадна» заміна кореня аорти заміняє корінь аорти та висхідну аорту, даючи людині змогу зберегти свій аортальний клапан і уникнути проблем заміни аортального клапана.